# Trichobranchidae
Trichobranchidae ist der Name einer Familie meist kleiner, in charakteristischen kegelförmigen Wohnröhren lebender Vielborster (Polychaeta), die in Meeren weltweit als Detritusfresser zu finden sind.

## Merkmale
Die Trichobranchidae haben einen vergleichsweise kurzen und kompakten Körper und erreichen Längen von wenigen Millimetern bis etwa 10 cm. Sie haben einen deutlich abgesetzten Kopf und Schwanz sowie je nach Art eine festgelegte Anzahl an Segmenten des Thorax, an denen sowohl Notopodien als auch Neuropodien sitzen, während die Anzahl der Segmente des Abdomens, an denen nur Neuropodien sitzen, variabel ist. Während Aciculae fehlen, sind die übrigen Borsten kapillarförmig oder hakenförmig oder geschnabelt mir kurzem oder langem Schaft. Kennzeichnend für die Trichobranchidae ist die Verschmelzung des Prostomiums mit dem Peristomium entlang des Vorderrandes des ersteren. Das Peristomium bildet zwei erweiterte Lippen, wobei die Oberlippe zu seitlichen Lappen verbreitert und die Unterlippe stark erweitert sein kann zu einem gerippten, kegelförmigen Rüssel, der vollständig zurückgezogen werden kann. Am Prostomium sitzen zahlreiche nicht einziehbare, vergleichsweise kurze Buccaltentakel zweier Typen mit Wimperrinnen und einer erweiterten Tentakelmembran. Die Kiemen sitzen am Rücken vom 2. bis zum 4. Segment und können als einfache Fäden, Rosetten oder einzelner Stiel mit 2 bis 5 blattartigen Lappen gestaltet sein. Nuchalorgane sind bei Trichobranchus vorhanden, fehlen aber bei Terebellides. Das Pygidium ist glatt oder gelappt und kann kleine Cirren tragen.
Der Pharynx liegt ventral und ist nicht ausstülpbar. Der Darm ist geschleift, und eine Kehlmembran ist vorhanden. Das wohl entwickelte geschlossene Blutgefäßsystem ist mit einem zentralen Herz ausgestattet. Das Blut verfügt über keine Blutkörperchen; der hochmolekulare Blutfarbstoff ist im Plasma gelöst. Die Kiemen sind stark durchblutet. Die Nephridien sind als Metanephridien ausgebildet. Das erste Nephridienpaar dient als Nieren, während die darauf folgenden vermutlich der Entlassung der Gameten dienen.

## Verbreitung und Lebensraum
Die Trichobranchidae sind in Meeren weltweit von den Uferzonen bis in Tiefen von 2700 m verbreitet. Sie leben vor allem in seichten Gewässern in weichem Sediment in Wohnröhren oder grabend, wobei sie in großer Zahl auftreten können.

## Entwicklungszyklus
Die Trichobranchidae sind getrenntgeschlechtlich, wobei beide Geschlechter etwa gleich häufig sind. Lediglich zu zwei nordeuropäischen Arten gibt es Untersuchungen zur Fortpflanzungsbiologie.  Bei der nordeuropäischen Art Trichobranchus glacialis braucht die Heranreifung der Keimzellen etwa 8 bis 9 Monate. Die Eiablage findet, vermutlich verbunden mit äußerer Befruchtung, im Dezember und Januar statt, und es folgt eine direkte Entwicklung der Embryonen, die mit Dotter versorgt werden, zu kriechenden Würmern. Terebellides stroemii legt seine Eier im Oktober und November in runden, etwa 4 mm großen Gallertmassen ab, die an der elterlichen Wohnröhre oder toten Zostera-Pflanzen befestigt werden. Es schlüpfen kugelige Trochophora-Larven, die aber nicht im Plankton auftauchen, also bis zum Metamorphose offenbar nur sehr kurze Zeit schwimmen. Terebellides stroemii legt mit 2 Jahren erstmals Eier und tut dies ab dann einmal jährlich in seiner etwa fünfjährigen Lebenszeit.

## Ernährung
Die Trichobranchidae ernähren sich von Detritus, den sie mit ihren Tentakeln vom Sediment aufsammeln und durch Wimperntätigkeit zum Mund transportieren oder mit den Sandkörnern verschlucken.

## Gattungen und Arten
Die rund 80 Arten der Familie Trichobranchidae werden auf 3 Gattungen verteilt:
- Octobranchus Marion & Bobretzky, 1875
- Terebellides Sars, 1835
- Trichobranchus Malmgren, 1866